# Juhi Dewangan
Juhi Dewangan (* 25. Mai 1994) ist eine indische Badmintonspielerin. 

## Karriere
Juhi Dewangan belegte bei den Bangladesh International 2013 Rang zwei im Mixed mit Gaurav Venkat. Im Jahr zuvor hatte sie bereits Bronze beim Indian Juniors 2012 gewonnen. Bei der India Super Series 2012, der India Super Series 2013 und dem India Open Grand Prix Gold 2014 stand sie jeweils im Achtelfinale.